# Balkrishna Doshi
Balkrishna Vithaldas Doshi OAL (Pune, 26 de agosto de 1927 – Amedabade, 24 de janeiro de 2023) foi um arquiteto indiano.
Considerado um dos mais importantes arquitetos da Índia, é reconhecido por suas contribuições que impulsionaram as discussões arquitetônicas em seu país. Trabalhou com Le Corbusier e Louis Kahn, sendo um pioneiro da arquitetura moderna e brutalista na Índia.
Professor visitante em várias universidades do mundo, foi o primeiro arquiteto indiano a receber o Prêmio Pritzker (2018). Doshi desenvolveu uma filosofia e expressão arquitetônicas únicas, informadas tanto pelos valores modernistas quanto pelas tradições locais.

## Biografia
Doshi nasceu em Pune, em 1927, quando a Índia ainda era posse britânica. Aos 11 anos, se feriu em um incêndio e, a partir de então, mancava levemente. Estudou na Sir J. J. School of Art em Mumbai entre 1947 e 1950.

## Carreira
Em 1950, foi para a Europa, trabalhando lado a lado com Le Corbusier em Paris entre 1951 e 1954. Retornou à Índia e m1954 para supervisionar os prédios de Corbusier em Ahmedabad, incluindo a Villa Sarabhai, Villa Shodhan e o museu de Sanskar Kendra. Corbusier foi uma das maiores influências no trabalho de Doshi.
Seu próprio estúdio, Vastu-Shilpa, foi aberto em 1955. Fez vários trabalhos com Louis Kahn e Anant Raje quando Kahn projetou o Instituto Indiano de Planejamento, em Ahmedabad. Em 1958, foi pesquisador associado no Graham Foundation for Advanced Studies in the Fine Arts, em Chicago. Em 1962, abriu sua própria faculdade de arquitetura, a Escola de Arquitetura de Ahmedabad (1962–72).
Além de sua fama internacional como arquiteto, Doshi era igualmente conhecido como educador e construtor de instituições. Ele foi o primeiro diretor fundador da Escola de Arquitetura, Ahmedabad (1962–72), primeiro diretor fundador da Escola de Planejamento (1972–79), primeiro reitor e fundador do Centro de Planejamento Ambiental e Tecnologia (1972–81), membro fundador do Visual Arts Centre, em Ahmedabad e primeiro diretor-fundador do Kanoria Center for Arts, também em Ahmedabad.
Doshi foi fundamental para estabelecer um instituto de pesquisa conhecido na Índia e no exterior, Vastu-Shilpa Foundation for Studies and Research in Environmental Design. O instituto realizou um trabalho pioneiro em habitação de baixo custo e planejamento urbano. Seu trabalho é considerado notável por pioneiro em habitação popular. Também é conhecido por projetos que incorporam conceitos de sustentabilidade de forma inovadora.

Instituto Indiano de Planejamento em Bangalore, 2006

Doshi foi professor visitante do Royal Institute of British Architects e foi membro do comitê de seleção do Prêmio Pritzker, do Indira Gandhi National Centre for the Arts e do Aga Khan Award for Architecture. Era também membro do Indian Institute of Architects. O trabalho de Doshi na reunificação das heranças indiana e inglesa por meio de sua prática foi premiado com o Prêmio Global de Arquitetura Sustentável em 2007, a primeira edição do prêmio. O prêmio reconheceu o passo significativo de Doshi na direção de um modelo de desenvolvimento alternativo.
Em março de 2018, Doshi foi premiado com o Prêmio Pritzker, sendo o primeiro indiano a receber tal honraria. O júri do Pritzker declarou que Doshi "sempre criou uma arquitetura séria, nunca chamativa ou seguidora de tendências" e destacou seu "profundo senso de responsabilidade e desejo de contribuir com seu país e seu povo por meio de uma arquitetura autêntica e de alta qualidade".

## Vida pessoal
Doshi era casado com Kamala Parikh desde 1955 e residia em Admedabad desde a década de 1950. O casal teve três filhas, Tejal, Radhika e Maneesha. Tejal Panthaki é designer de tecidos, Radhika Kathpalia é arquiteta e designer de moda e Maneesha Akkitham é pintora e artista plástica.

## Morte
Doshi morreu em 24 de janeiro de 2023, em Ahmedabad, aos 95 anos.